# Clean Harbors
Clean Harbors, Inc. (NYSE: CLH) er en amerikansk miljø- og industriservicevirksomhed. De har 14.000 ansatte og ca. 400 servicelokaliteter Nordamerika.
Clean Harbors, Inc. blev etableret i 1980 i Boston, Massachusetts af Alan S. McKim.